# Nissim de Camondo
Nissim de Camondo (Boulogne-Billancourt, 23 agosto 1892 – Leintrey, 5 settembre 1917) è stato un aviatore e banchiere francese.
Grazie a un legato del padre, un museo parigino dedicato alle arti decorative porta il suo nome dal 1936.

## Biografia

### Famiglia ed educazione
Nissim era figlio del conte, banchiere e collezionista Moïse de Camondo e della contessa Irene Cahen d'Anvers. Da parte di padre, discendeva da una famiglia ebraica originaria dell'Impero ottomano, nobilitata nel 1867 dal re d'Italia Vittorio Emanuele II e stabilitasi in Francia nel 1889. Portò lo stesso nome del padre. Era fratello di Béatrice de Camondo, deceduta ad Auschwitz nel 1945.
I suoi genitori, sposatisi nel 1891, si separarono nel 1896 per poi divorziare nel 1902.
Nissim de Camondo ricevette un'educazione severa e patriottica, in particolare nel liceo parigino Janson de Sailly e conseguì in seguito una laurea in diritto.
Nel 1911, Nissim de Camondo anticipò il servizio militare e si arruolò nell'esercito. Buon cavaliere, venne arruolato in un reggimento di Ussari a Senlis, fino al 4 novembre 1913, quando venne posto nella riserva. Iniziò quindi una carriera di banchiere per la Banque de Paris et des Pays-Bas.

### Prima guerra mondiale
Appena prima della mobilitazione generale, fu richiamato in attività e raggiunse il suo reggimento di Ussari a Senlis il 3 agosto 1914 con il grado di sottotenente. Il suo coraggio gli valse varie citazioni.
Interessato dalle nuove unità dell'aeronautica militare francese, allora in piena creazione, fu assegnato al 21º reggimento dragoni a fine 1915. Congedato a seguito di una crisi di appendicite nel novembre 1915, fu operato e poi andò in convalescenza a Deauville. Nel gennaio 1916, si arruolò nuovamente nell'aeronautica francese come volontario per la durata delle ostilità, e divenne osservatore, fotografo e pilota nella squadriglia MF 33. Partecipò alla battaglia di Verdun poi a quella della Somme. Ottenne il brevetto di pilota militare (nº 5300) nel novembre 1916 su un Farman F 40. Il 5 novembre 1916, la sua abilità e il suo sangue freddo gli valsero la citazione all'ordine della 6ª Armata:
(Citazione all'ordine della 6a Armata del 5 novembre 1916)
Nissim de Camondo fu abbattuto in un combattimento aereo il 5 settembre 1917 in Lorena, insieme al tenente Louis des Essarts. Quel giorno, a bordo di un Dorand AR 1, furono attaccati sopra Remoncourt. Des Essarts colpì il serbatoio del velivolo nemico che s'incendiò, ma il loro velivolo, parimenti colpito, partì in vite.  Nissim de Camondo tentò di atterrare ma l'aereo si schiantò tra i villaggi di Emberménil, Vého e Leintrey. Le salme dei due francesi furono subito inumate dai tedeschi nel cimitero di Parroy, prima che i loro resti fossero traslati nella tomba di famiglia dal padre Moïse de Camondo, negli anni '20.

### Omaggi e decorazioni
Il tenente Nissim de Camondo era titolare, oltre alle sue citazioni, della croce di guerra con due palme di bronzo, due stelle di vermiglio e una stella di bronzo. Egli è stato nominato Cavaliere della Legion d'onore a titolo postumo il 31 marzo 1920.
Moïse de Camondo ricevette una lettera di condoglianze da parte di Marcel Proust. Questa era dovuta all'amicizia che legava Nissim de Camondo allo scrittore e diplomatico Jacques Truelle dall'ottobre 1914. Quest'ultimo, per il quale Marcel Proust provava un sincero affetto, li aveva presentati l'uno all'altro..
Inconsolabile, Moïse de Camondo lasciò in eredità le sue collezioni e il suo hôtel particulier al nº 63 della rue de Monceau a Parigi all'Unione delle Arti decorative di Parigi con la condizione di farne un museo intitolato al figlio e che le fotografie ivi contenute non fossero spostate. Fino alla sua morte, avvenuta nel 1935, egli continuò ad acquistare opere d'arte.